# IC 327
IC 327 је спирална галаксија у сазвјежђу Еридан која се налази на листи објеката дубоког неба у Индекс каталогу.
Деклинација објекта је - 14° 41' 32" а ректасцензија 3h 31m 10,2s. Привидна величина (магнитуда) објекта IC 327 износи 15,4 а фотографска магнитуда 16,1. IC 327 је још познат и под ознакама MCG -3-9-50, PGC 13057.